# 南环高架快速路
南环高架快速路是苏州“井”字形内环高架快速路的南段，市区段全长约7公里，东西走向，西接友新路高架，向西延伸跨过京杭运河过滨河路接地，向东穿过东南环立交，上跨苏嘉杭高速下穿独墅湖到新湖街与新机场路相连。